# Mobilisering
Mobilisering er handlingen med at samle og klargøre militære tropper og forsyninger og udrustning til krig.